# Związek Ukrainek Emigrantek
Związek Ukrainek Emigrantek w Polsce - emigracyjna ukraińska organizacja kobieca, działająca w Polsce w latach 1924–1939.
Organizacja zajmowała się działalnością charytatywną, kulturalną i oświatową. Współpracowała z 
Międzynarodowym Czerwonym Krzyżem i YMCA.
Prezesami Związku były kolejno: Maria Liwycka (1924-1934, 1938-1939), Hanna Czujko-Czykałenko (1934-1938).

## Literatura
- Emilian Wiszka - "Emigracja ukraińska w Polsce 1920-1939", Toruń 2004, ISBN 83-85228-81-0